# Fourplay
Fourplay ist ein zeitgenössisches Jazz-Quartett aus den USA.

## Geschichte
Die ursprüngliche Besetzung der Band bei der Gründung 1991 bestand aus Bob James (Keyboard), Lee Ritenour (Gitarre), Nathan East (Bass) und Harvey Mason (Schlagzeug). Lee Ritenour verließ das Ensemble 1997 und Fourplay entschied sich für Larry Carlton als seinen Nachfolger. Larry Carlton verließ Fourplay 2010 und wurde durch Chuck Loeb ersetzt. Chuck Loeb verstarb am 31. Juli 2017. Bereits während Chuck Loebs krankheitsbedingter Abwesenheit trat Saxofonist Kirk Whalum mit der Band auf, der auch zuvor von Zeit zu Zeit bei Fourplay-Auftritten als Gastsolist mitgewirkt hatte.
Bereits mit der Veröffentlichung des ersten Albums Fourplay 1991 galt die Band als „Supergroup“ des Jazz. Das erste Album verkaufte über eine Million Exemplare und hielt sich 33 Wochen lang auf Platz 1 der Billboard-Magazin Contemporary Jazz Liste. Die folgende LP Between the Sheets erschien 1993 und erreichte ebenfalls Platz 1, Gold-Status bei den amerikanischen Verkaufszahlen und wurde für einen Grammy nominiert. Auch das dritte Album, Elixir, veröffentlicht 1995, kletterte bis auf Platz 1 und behauptete sich mehr als 90 Wochen lang in den Charts. 2015 feierte die Gruppe ihr 25-jähriges Bestehen mit Silver, bei dessen Produktion auch die ehemaligen Mitglieder Lee Ritenour und Larry Carlton als Gastmusiker mitwirkten. In den USA hat Fourplay seit dem ersten Album durch die gefällige Verbindung von Rhythm-&-Blues-Elementen mit Pop und Jazz kontinuierlich großen Zuspruch durch ein breites Publikum erhalten. In deutschsprachigen Ländern gab es bislang vergleichsweise wenige Auftritte, unter anderem in der Schiller Bar & Lounge in Herford (2017 und 2015), Fabrik Hamburg (2000), dem Jazz Club Minden (November 2011) und beim Jazz Festival in Montreux (2017, 2012 und 1999).

## Diskografie

### Alben
| Jahr | Titel               | Höchstplatzierung, Gesamtwochen, AuszeichnungChartsChartplatzierungen (Jahr, Titel, Platzierungen, Wochen, Auszeichnungen, Anmerkungen) | Anmerkungen  |
| Jahr | Titel               | US | Anmerkungen  |
| ---- | ------------------- | --- | ------------ |
| 1991 | Fourplay            | US97 Gold · (33 Wo.)US | Warner Bros. |
| 1993 | Between the Sheets  | US70 Gold · (17 Wo.)US | Warner Bros. |
| 1995 | Elixir              | US90 Gold · (10 Wo.)US | Warner Bros. |
| 1998 | 4                   | US146 (5 Wo.)US | Warner Bros. |
| 2000 | Yes, Please!        | US135 (5 Wo.)US | Warner Bros. |
| 2002 | Heartfelt           | US128 (5 Wo.)US | Bluebird     |
| 2006 | X                   | US146 (1 Wo.)US | Bluebird     |
| 2008 | Energy              | US147 (1 Wo.)US | Heads Up     |
| 2010 | Let’s Touch the Sky | US188 (1 Wo.)US | Heads Up     |
| 2012 | Esprit de Four      | US167 (1 Wo.)US | Heads Up     |

Weitere Alben
- 1997: The Best of Fourplay (Warner Bros.)
- 1999: Snowbound (Warner Bros.)
- 2004: Journey (Bluebird)
- 2015: Silver (Heads Up)

### Videoalben
- An Evening of Fourplay: Volumes I and II (1994)
- Live in Cape Town (2005)
- Live at San Javier Jazz Festival (2006)